# Stephanie Lacoste
Stephanie Lacoste Gularte (Montevideo, Uruguay; 9 de septiembre de 1996) también conocida como Fefa es una futbolista uruguaya. Juega de defensa en el club Universitario de la Primera División del Perú. Además, es internacional con la Selección de Uruguay.

## Trayectoria
Desde sus inicios en Bella Vista en 2013, en 2014 formó parte de River Plate de Uruguay, donde permaneció intermitentemente hasta la temporada 2016, ha tenido paso por numerosos equipos: Olimpia de Paraguay (2014-2015), Sportivo Limpeño (2016, 2017 y 2019), Independiente Santa Fe (2017 y 2018), Peñarol (2018), Libertad de Paraguay (2019), Famalicão de Portugal (2019-2020), Real Oviedo (2020-2021 y 2022), y Sol de América (2021).
Desde el año 2022 forma parte de Universitario de Deportes.

## Selección nacional
Desde 2014 forma parte de la selección uruguaya y ha tenido paso por la sub-20 donde disputó el Sudamericano de 2014.

## Estadísticas

### Clubes
| Club                   | País     | Año             |
| ---------------------- | -------- | --------------- |
| Bella Vista            | Uruguay  | 2013            |
| River Plate (Uruguay)  | Uruguay  | 2014            |
| Club Olimpia           | Paraguay | 2014 - 2015     |
| River Plate (Uruguay)  | Uruguay  | 2016            |
| Sportivo Limpeño       | Paraguay | 2016            |
| Independiente Santa Fe | Colombia | 2017            |
| Sportivo Limpeño       | Paraguay | 2017            |
| Independiente Santa Fe | Colombia | 2018            |
| Peñarol                | Uruguay  | 2018            |
| Libertad               | Paraguay | 2019            |
| Sportivo Limpeño       | Paraguay | 2019            |
| F.C. Famalicão         | Portugal | 2019 - 2020     |
| Sol de América         | Paraguay | 2021            |
| Real Oviedo            | España   | 2021 - 2022     |
| Universitario          | Perú     | 2022 - presente |